# 洞毛

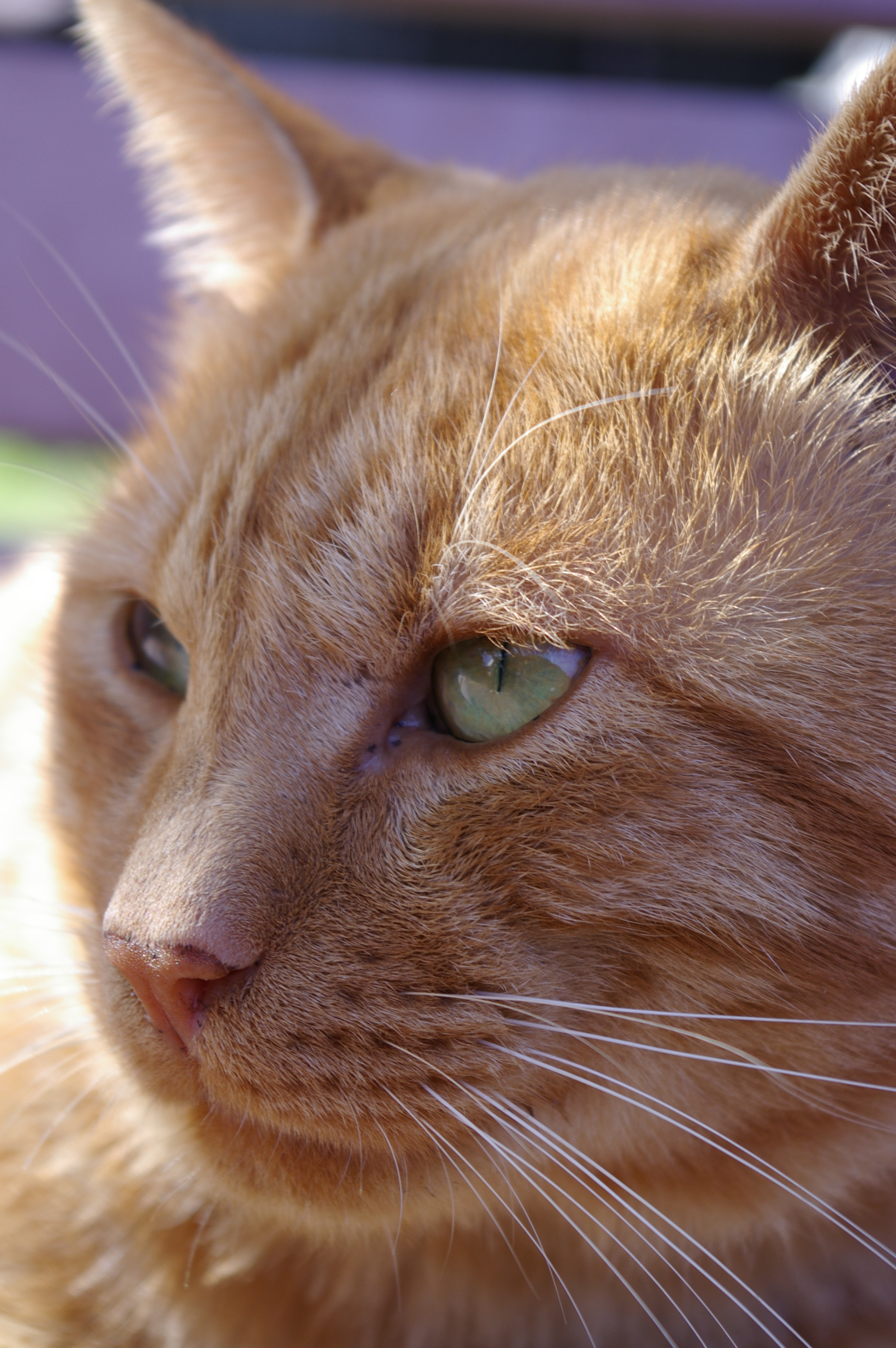
猫の洞毛（目の上にもある）。

洞毛（どうもう）、あるいは血洞毛（けつどうもう）は、哺乳類の、主に口吻にある、毛状の感覚器官。対して通常の毛は体毛と呼び区別する。触毛・震毛とも呼ぶが、この場合、哺乳類の洞毛に限定せず、生物の毛状の感覚器官全般を指す。
一般にはヒゲと呼ぶが、ヒトのヒゲや、ヤギのアゴヒゲなどについては、洞毛ではなく体毛である。

## 概要
起源は古く、ペルム紀の地層から出土した、哺乳類の祖である初期獣弓類の化石に洞毛の痕跡が認められる。
基本的な構造は体毛と同じである。ただし、毛包に海綿体様組織があり、そこに血液が流入して静脈洞を形成している。これが洞毛の名の由来である。洞毛の感覚は三叉神経によって伝達され、洞毛の運動は顔面神経が司っている。神経の数は体毛の数十倍で、接触を鋭敏に感じることができる。また、毛根部には横紋筋がある。洞毛の配列は変化しにくいので、ライオンなどでは個体識別に使われる。
食肉類・齧歯類・海牛類で特に発達している。通常、口吻に生えているが、ネコでは目の上、顔の横、前肢の関節付近の裏側にも生えている。ジャコウネズミやキツネザルでは手根部に生えているなど、顔以外の部分に生えることもある。
英語ではvibrissa（ヴァイブリッサ）（複数形  vibrissae（ヴァイブリッシー））だが、ヒトの髯（ほおひげ）と同じwhisker（ホイスカー、ウィスカー）とも呼ぶ。針状の金属単結晶をウィスカーと呼ぶのは、洞毛に喩えたものである。

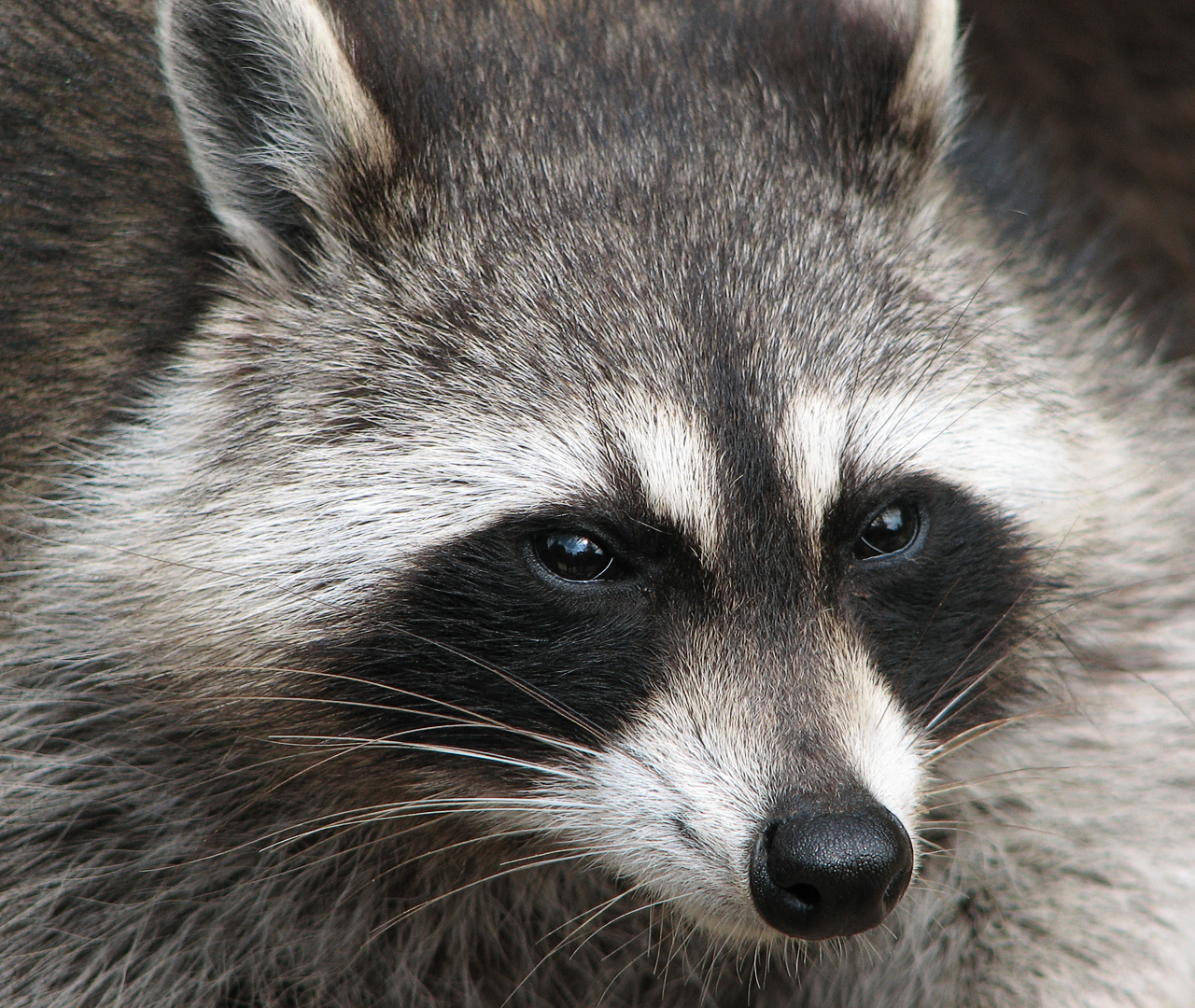
アライグマの洞毛
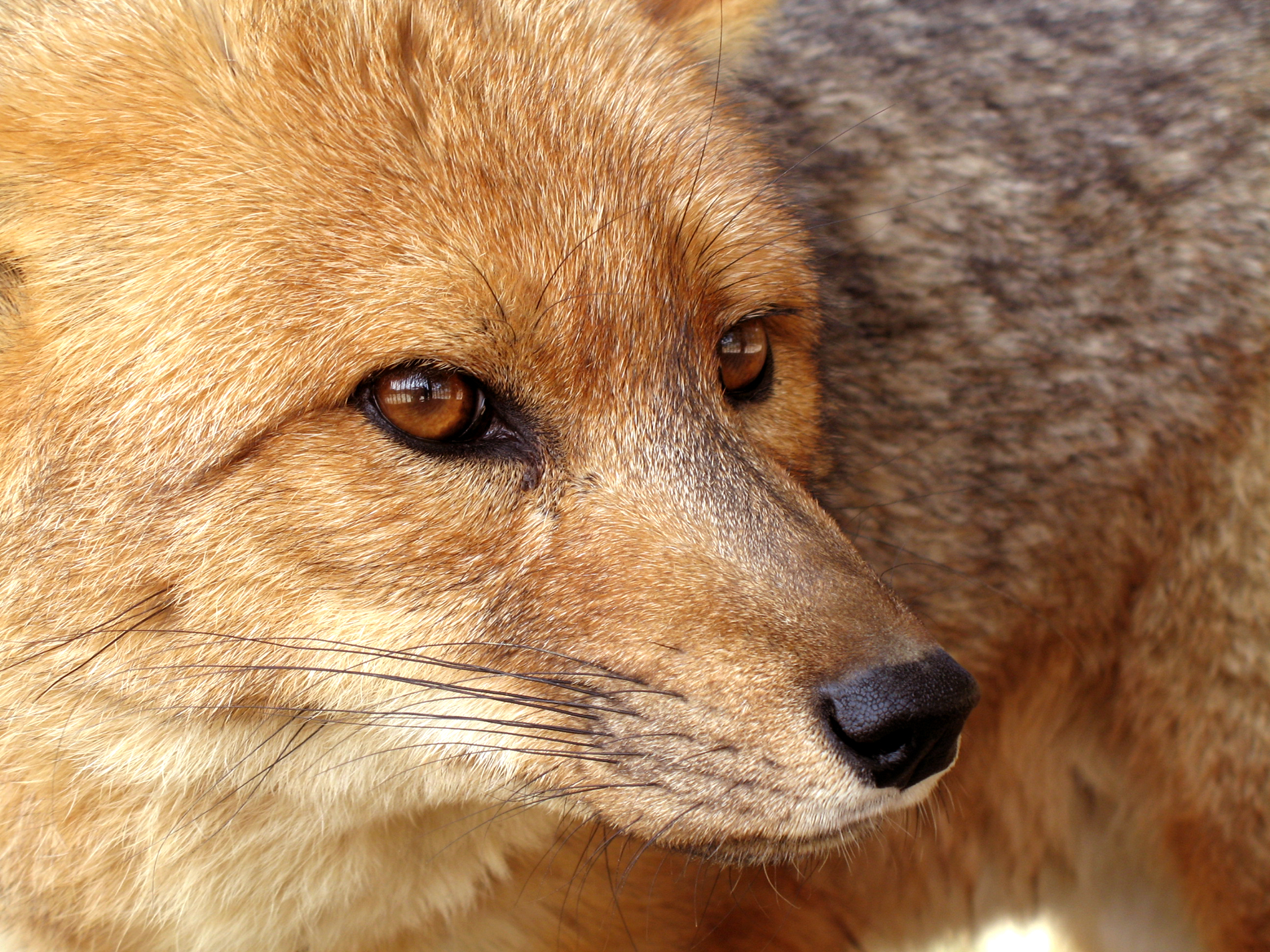
クルペオギツネの洞毛
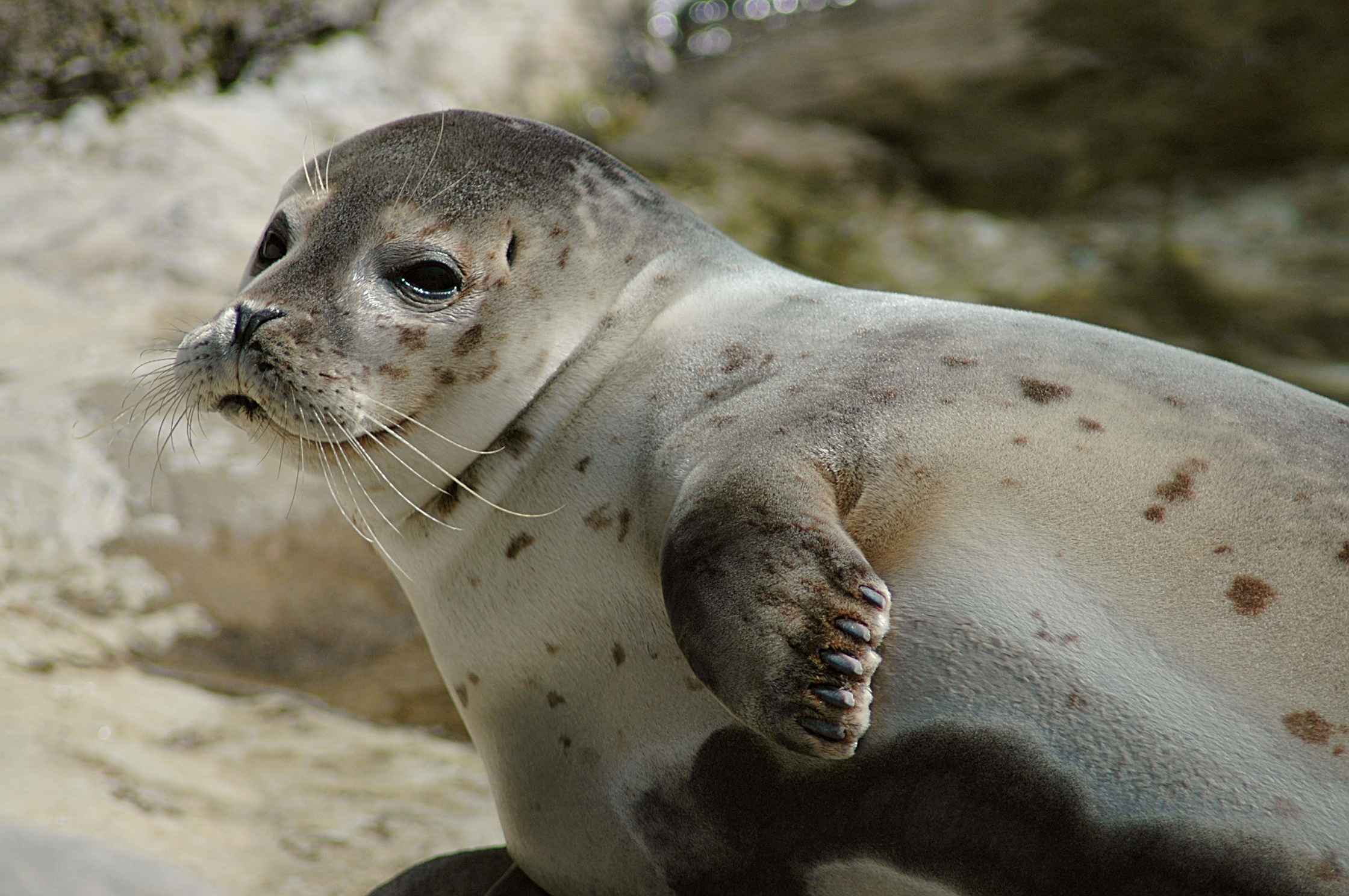
ゼニガタアザラシの洞毛（目の上にもある）

## 哺乳類だが洞毛ではないヒゲ

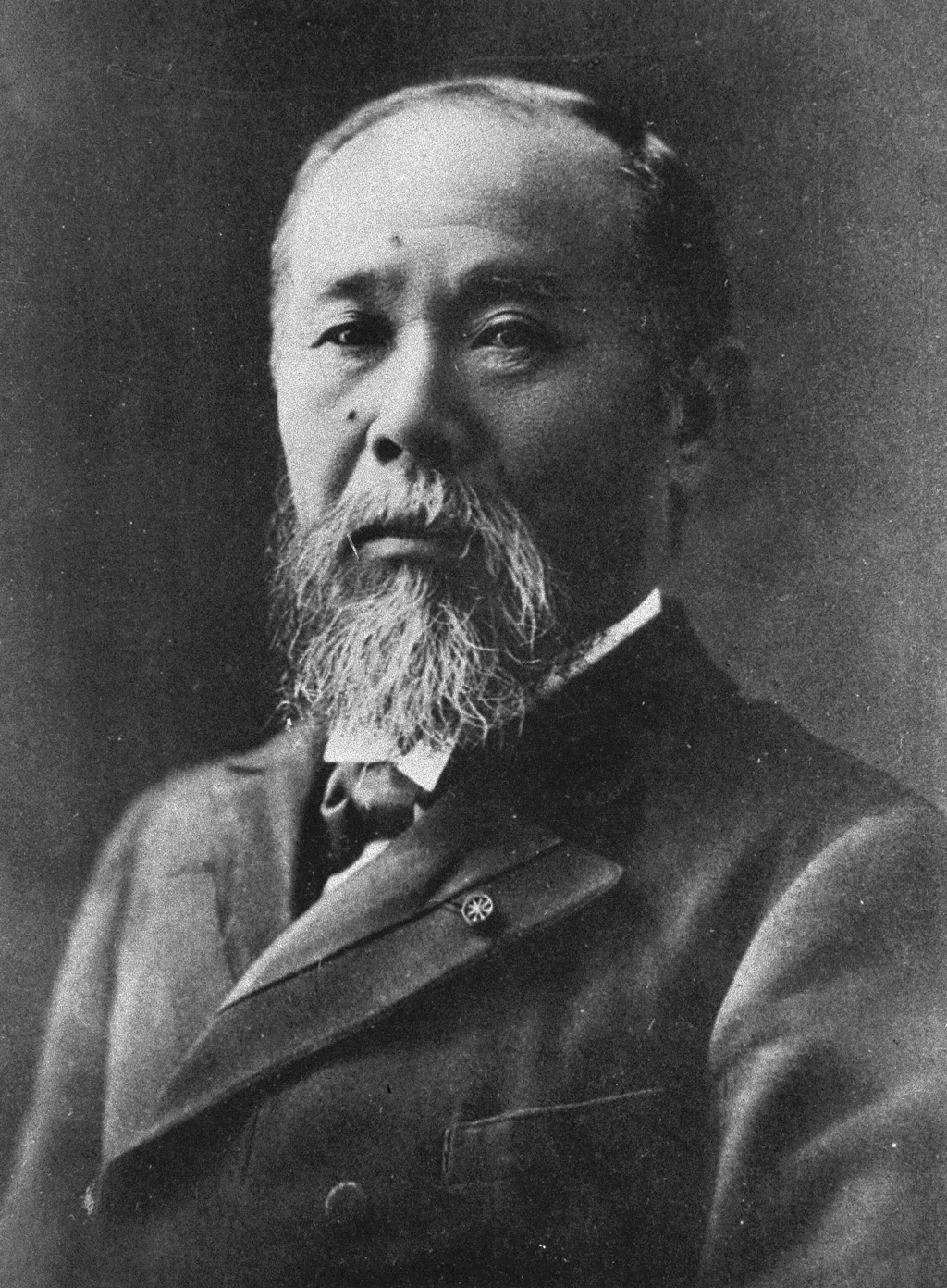
ヒトの顎ひげと口ひげ
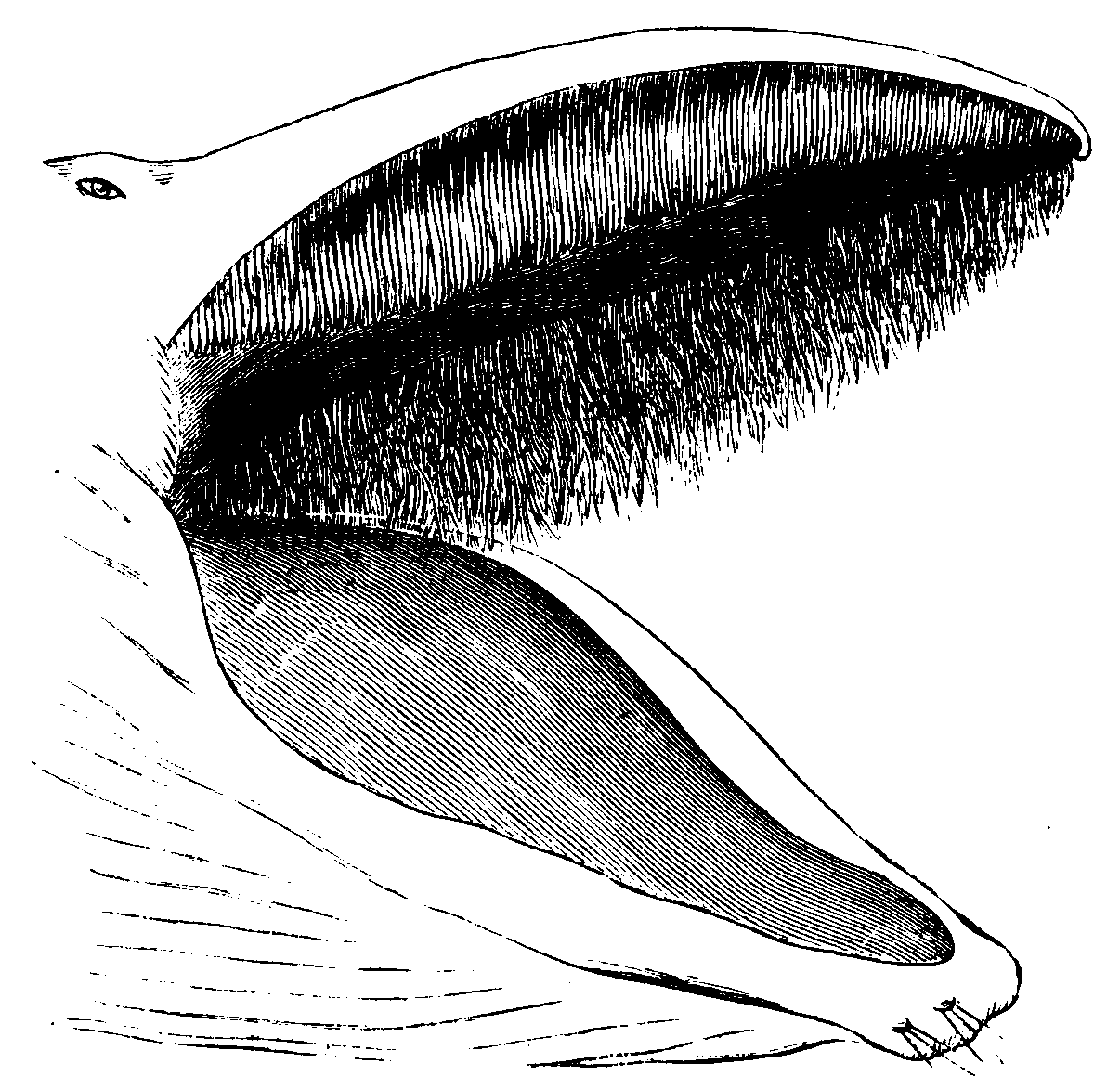
ヒゲクジラの鯨鬚

### ヒト
ヒトのヒゲは洞毛ではなく体毛であり、ヒトは哺乳類の中で珍しく洞毛を持たない種である。なお、胎児段階で失われるのではなく、初めから生えない。霊長類は洞毛が退化する傾向があり、旧世界猿ではほとんど目立たず、類人猿では消失している。これは、鉤爪から扁爪へと変化した事で指球が発達、指先の感覚が鋭敏となったことで洞毛が不要になったためと考えられている。

### ヤギ
ヤギのアゴヒゲについては洞毛ではなく体毛。

### ヒゲクジラ
ヒゲクジラの鯨鬚は口蓋の横の襞から伸張した角質板で、洞毛ではない。真の洞毛は口の外にごく短いものが並んでいる。